# 이키가미
《이키가미》(イキガミ)는 마세 모토로(間瀬元朗)가 그린 만화 작품 또는 이 만화를 원작으로 한 영화이다.
일본에서는 2004년에 주간 영 선데이에 단편으로 처음 게재되었으며 독자로부터의 좋은 반응에 힘입어 2005년 9호부터 부정기 연재하였다. 하지만 2008년 7월 31일부터 주간 영 선데이가 휴간하게 되어 빅 코믹 스피리츠에서 2008년 41호부터 재연재되어, 2012년 10호까지 부정기 연재됐다. 대한민국에서는 학산문화사에서 단행본을 발매하고 있다.